# グザヴィエ・メルリ
グザヴィエ・メルリ（Xavier Mellery, 1845年8月9日 - 1921年2月4日）は、ベルギーの象徴主義の美術家。ジャン・デルヴィルらと共にグループ「プール・ラール(芸術のために)」を創設。

## 略歴
ラーケンでラーケン城の庭師の息子に生まれた。1860年から1867年の間、ブリュッセル王立美術アカデミーでジャン＝フランソワ・ポルテールに学んだ。フランスのローマ賞にならって作られていたベルギー・ローマ賞（Prix de Rome belge）を1870年に受賞した。イタリアに留学し、ルネサンス芸術を学んだ。
帰国後は1878年にリエージュ美術館(Musée des Beaux-Arts de Liège)の室内壁画を描くなど公共施設の装飾絵画の仕事をした。ベルギーの画家たちによって作られた「20人展」の年次展覧会に招待され何度か出展した。
保守的な「L'Essor(発展)」の展覧会に対抗する美術家グループ「プール・ラール」の設立メンバーに1892年になり、1894年にブリュセルで開かれた「ラ・リーブル・エステティーク（自由美学）」展にも出展した。

## 作品

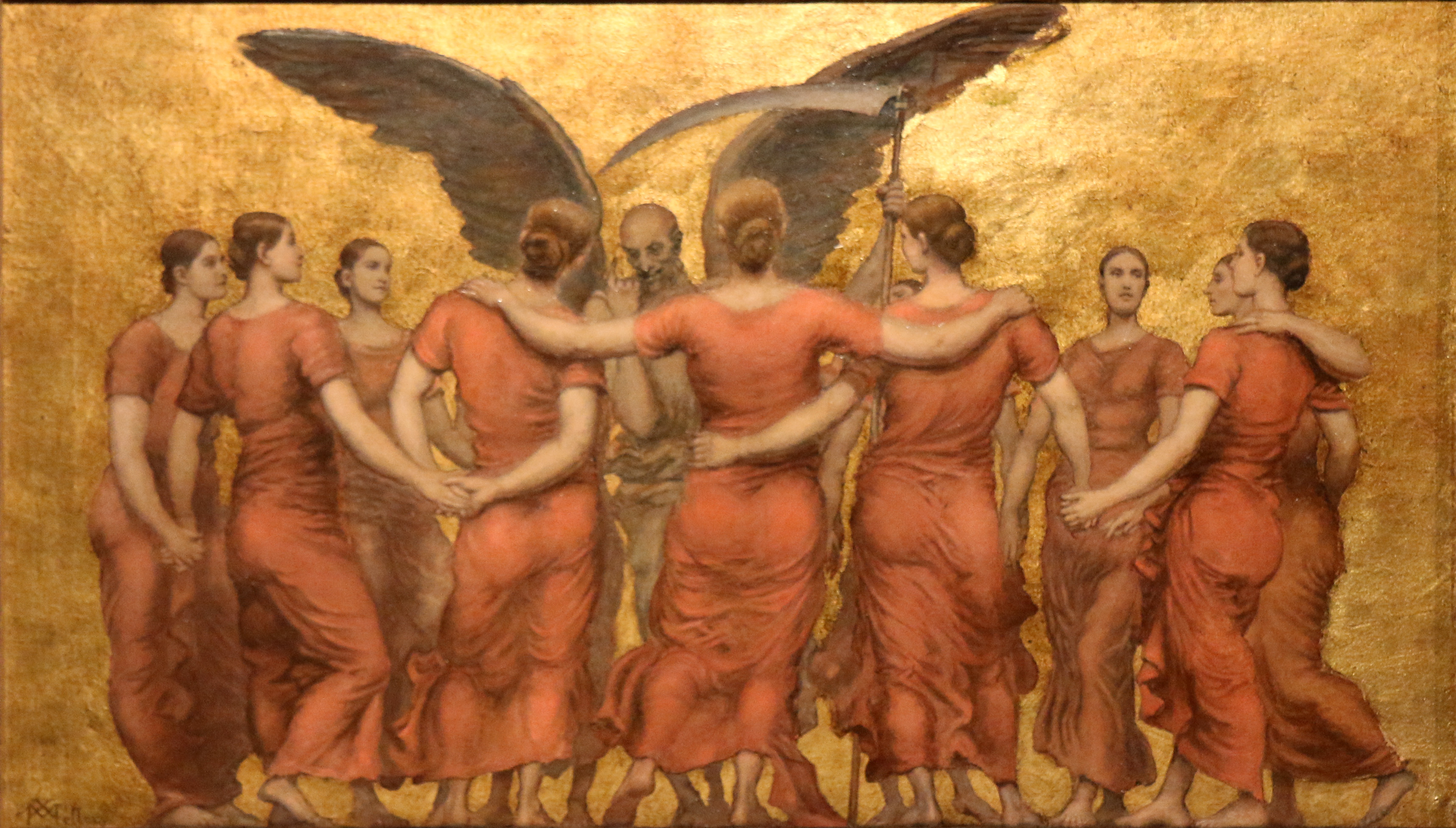
「La ronde des heures」(1890)
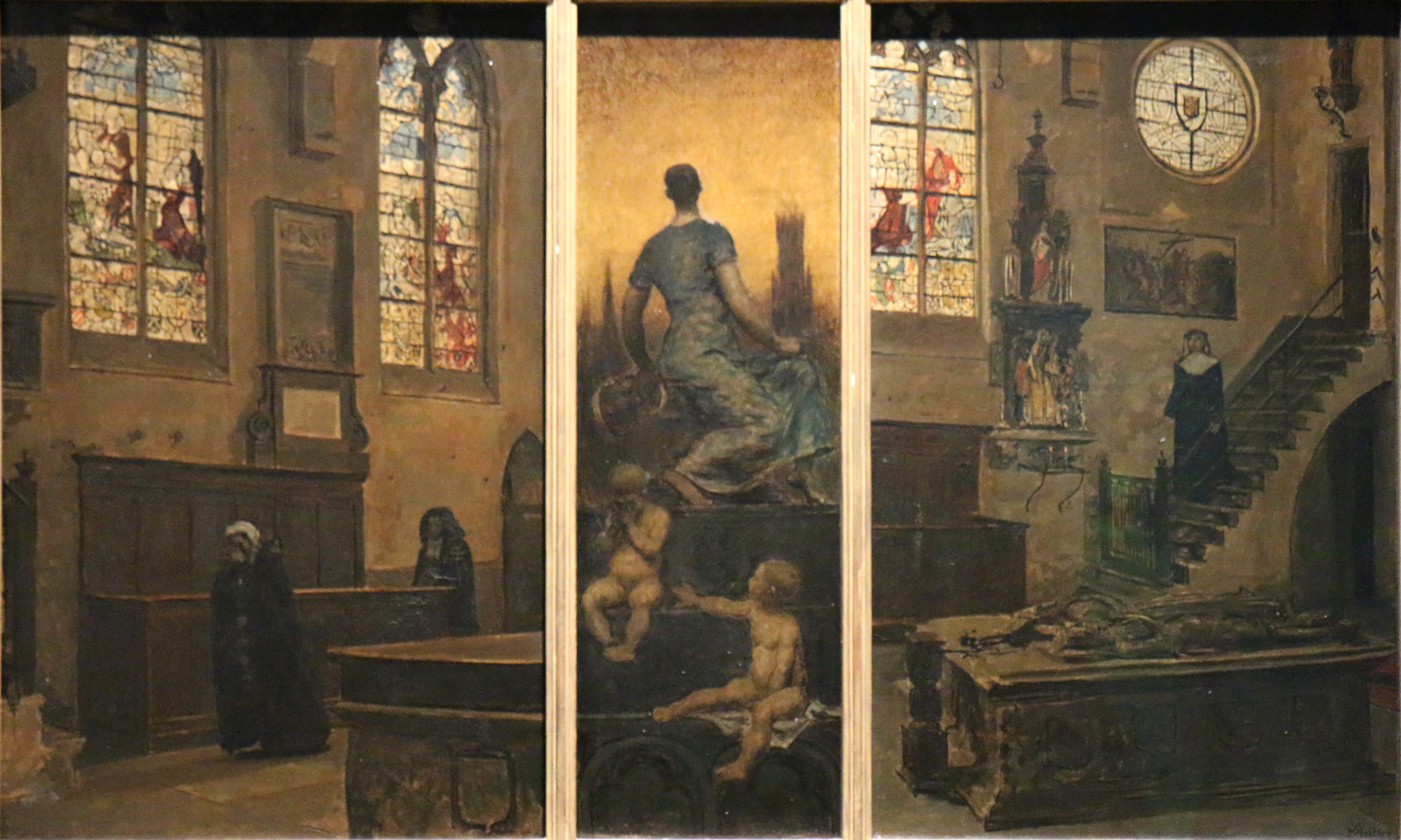
Bruges
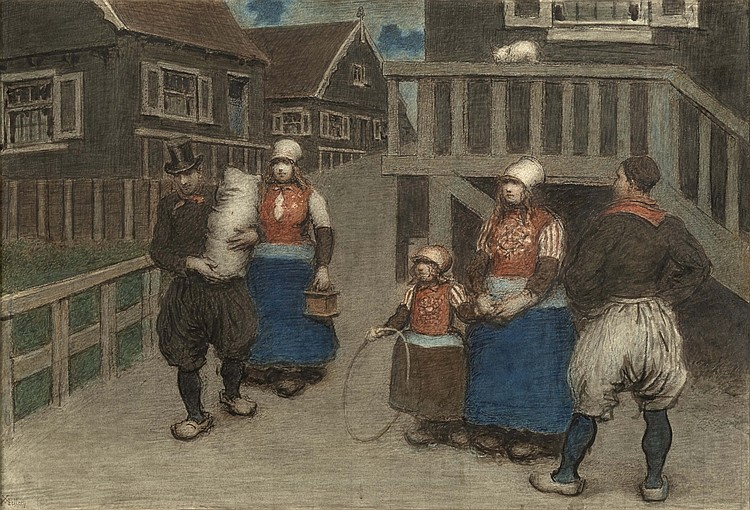
「マルケン島での洗礼」(1884)

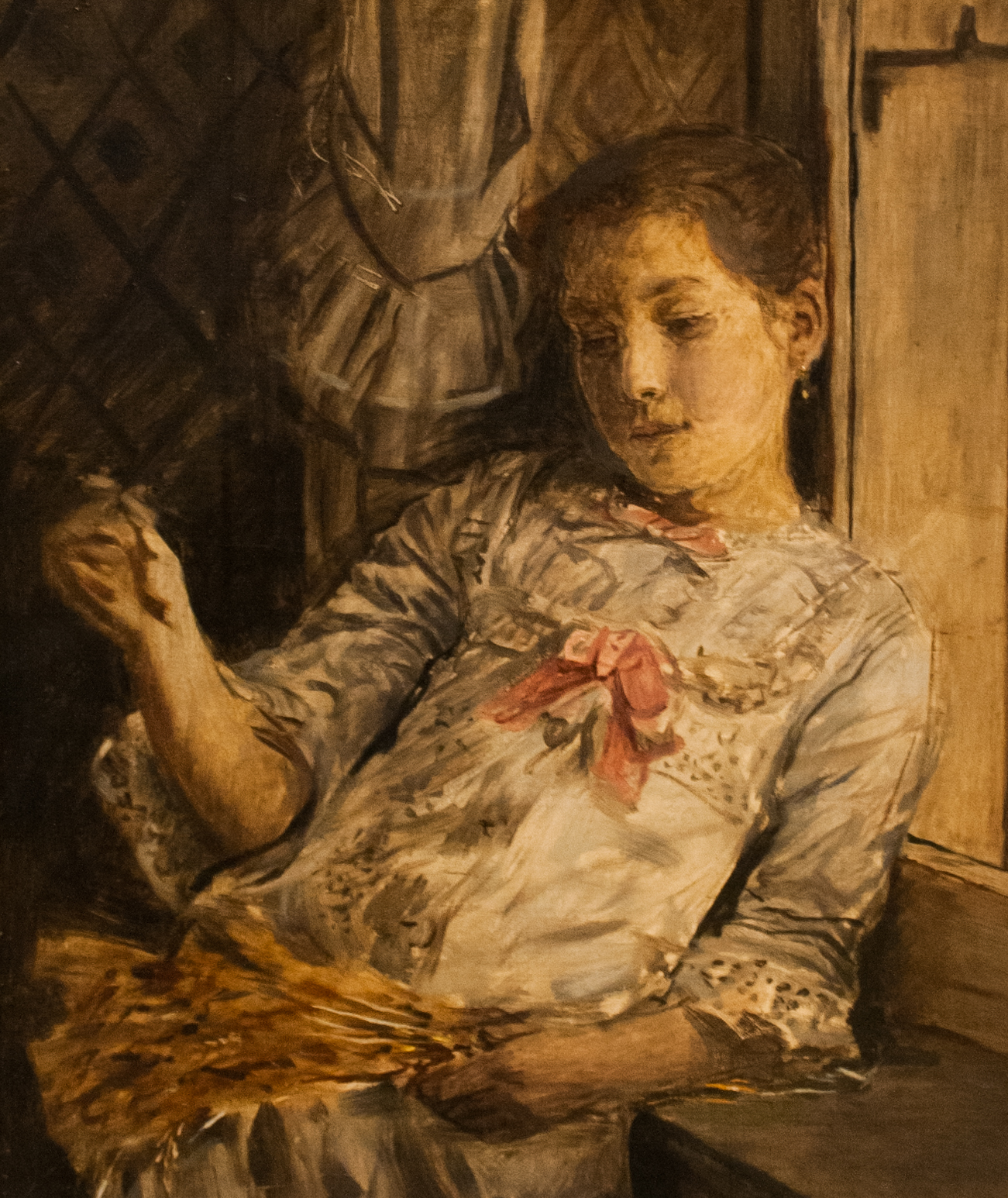
「画家の娘」(c1882)
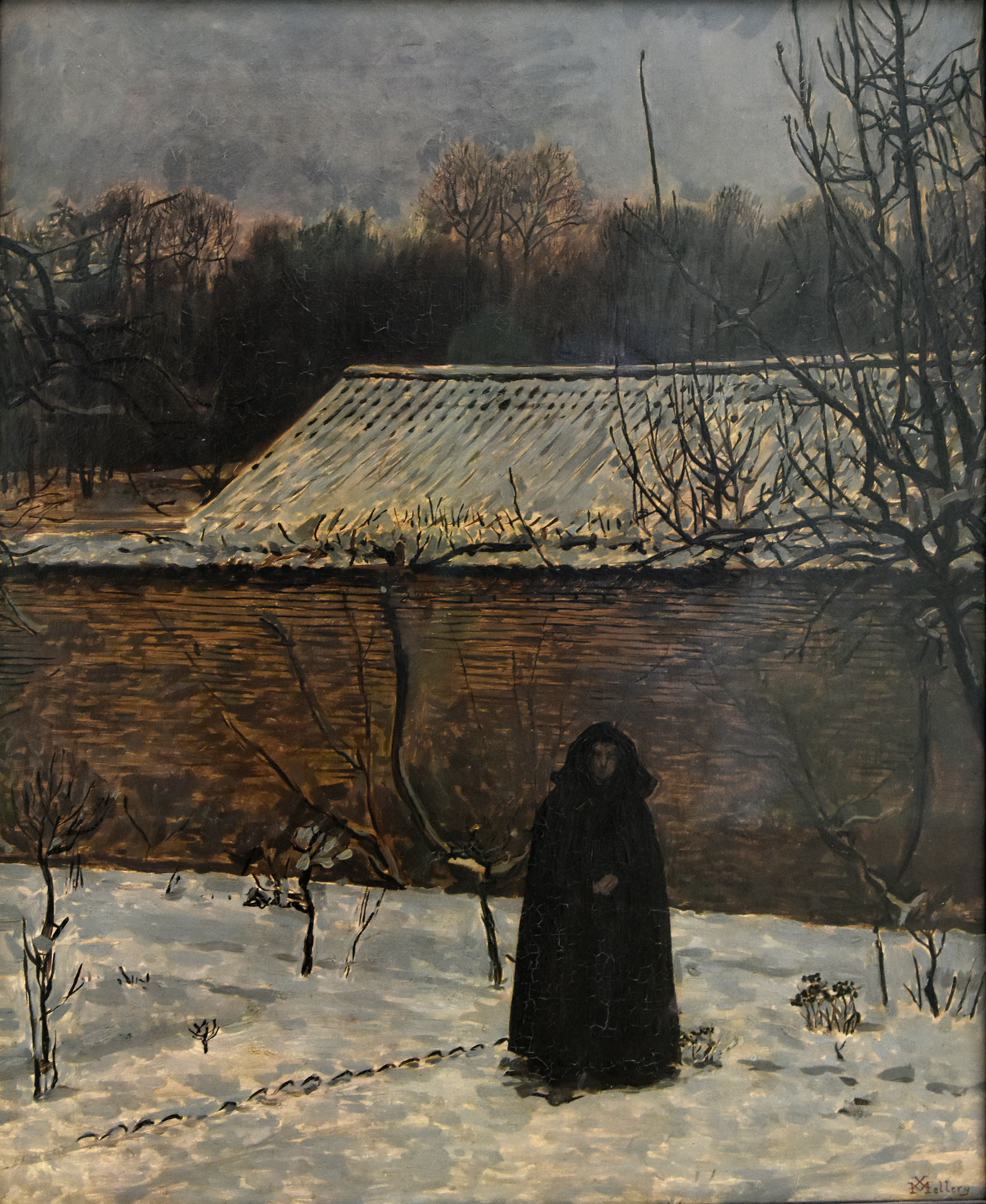
「冬の日」
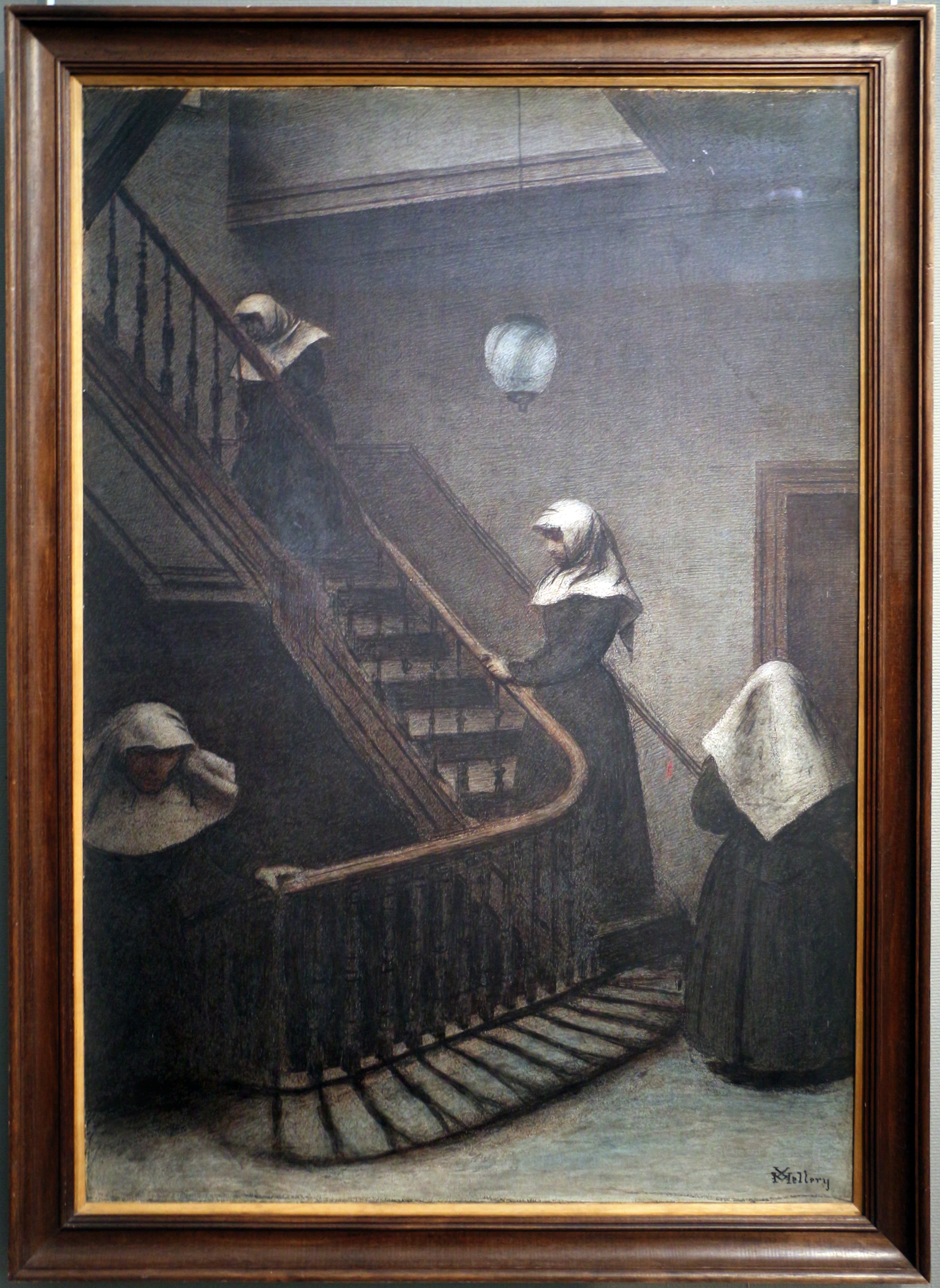
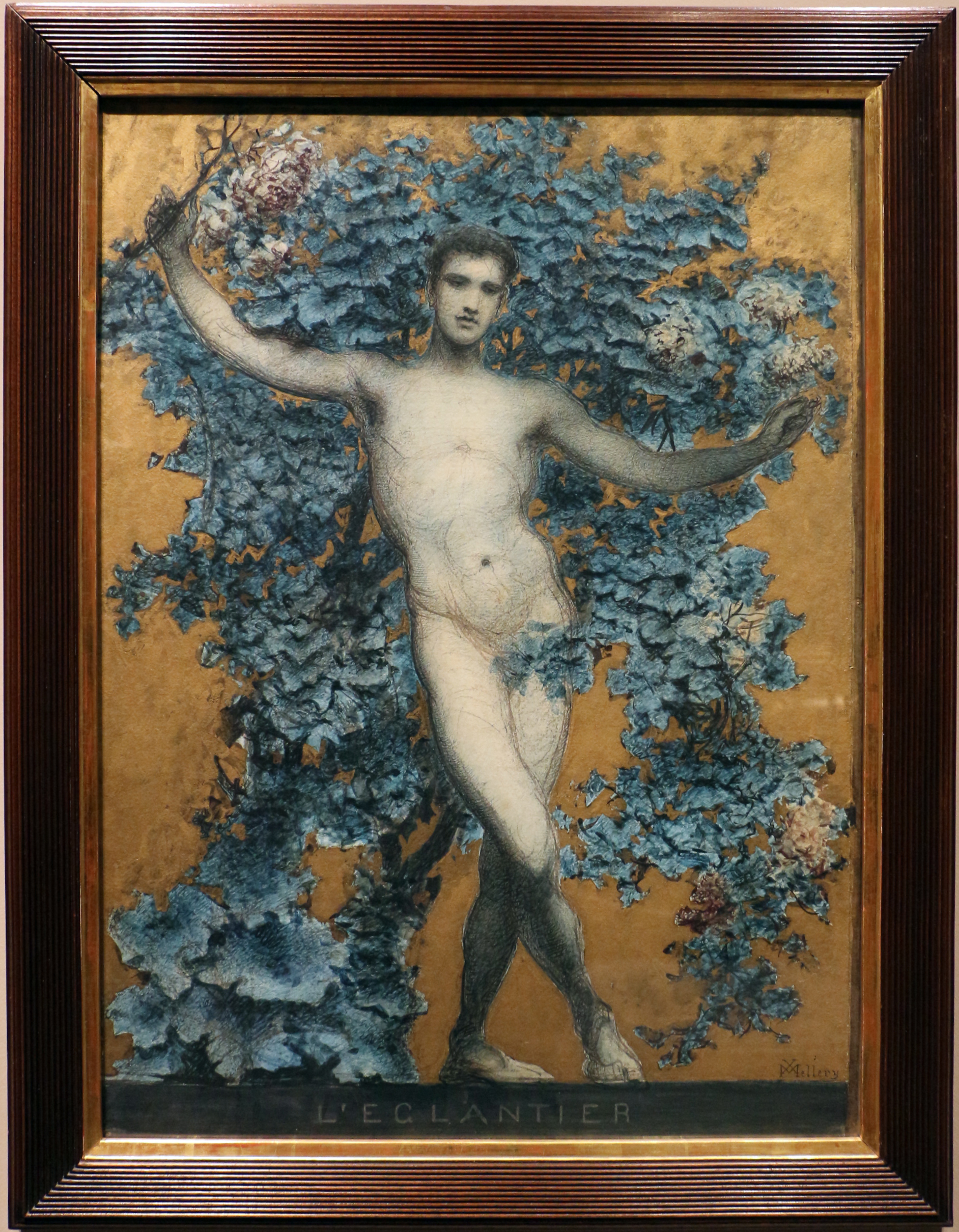